# Álvaro Negromonte
Monsenhor Álvaro Negromonte (Timbaúba, 1901 - Rio de Janeiro, 1964) foi um sacerdote católico.
Nasceu no Engenho Gameleira; aos treze anos de idade, entrou no Seminário de Olinda. Suas primeiras funções foram como diretor do Colégio Diocesano e Capelão do Colégio Santa Cristina, em Nazaré da Mata.
Em 1927 foi a Minas Gerais para exercer a função de capelão do hospital de Itaúna. Posteriormente, em Belo Horizonte, foi capelão do Hospital Carlos Chagas, professor de catequética no Seminário de Belo Horizonte, Fundador e Reitor do Instituto Católico de Cultura, Vice-presidente da Sociedade Pestalozzi, e Vice-diretor arquidiocesano de ensino religioso. 
Seu primeiro livro foi "O Caminho da Vida", seguido por Pedagogia do Catecismo, de 1936.
Mudou-se para o Rio de Janeiro, e em 1945, foi designado como orientador educacional do Serviço de Assistência a Menores do Ministério da Justiça. No Rio, publica os livros: “Educação Sexual, Noivos e  Esposos”  e “O que Fazer de Seu Filho”.
Em 1950, foi diretor do ensino religioso na Arquidiocese do Rio e nesse mesmo ano representou o Brasil no Congresso Internacional de Catequética realizado em Roma. Em 1956, foi Monsenhor (camareiro) do Papa Pio XII.